# The Virgin of the Seminole
The Virgin of the Seminole er en amerikansk stumfilm fra 1922 af Oscar Micheaux.

## Medvirkende
- William Fountaine
- Shingzie Howard